# Artilleriekaserne am Steintor
Die Artilleriekaserne am Steintor in Hannover war eine 1838 errichtete Kaserne für die Artillerie, speziell die Unteroffiziere. Ihr Gelände am Steintor zog sich von der  Münzstraße in Höhe Lange Laube entlang der Goseriede und von der Georgstraße und der Artilleriestraße (heute: Kurt-Schumacher-Straße) mit einem nahezu rechteckigen Exerzierplatz bis an die (heutige) Kanalstraße. Der gesamte Komplex wurde 1876 von Ferdinand Wallbrecht im Tausch gegen die von ihm erbauten Militäranlagen in Vahrenwald bei Hannover erworben und dann von ihm diagonal um- und überbaut durch die Neuanlage der Nordmannstraße mit Wohn- und Geschäftsgebäuden.

## Geschichte
Nach dem Einzug von Ernst August 1837 in die Stadt zur Thronbesteigung des Königreichs Hannover wurde im Folgejahr 1838 in der Residenzstadt ein weiterer Militärbau errichtet: Die Artilleriekaserne für die Unteroffiziere erbaute der Landbaumeister Christian Adolf Vogell am Steintor an der Stelle der landesherrlichen Stückgießerei, die zuvor nach Stade verlegt worden war. Die Kaserne reihte sich in einen umfangreichen Komplex von Militäreinrichtungen, der sich vom Waterlooplatz über die Hofmarställe Am Hohen Ufer und die Anlagen vor dem Clevertor bis zum Königsworther Platz zogen und weiter westlich um die Kasernen am Welfenplatz ergänzt wurde.
Nach dem Deutschen Krieg und der Annexion des Königreich Hannovers durch Preußen 1866 wurde unter anderem die „Militär-Reit-Schule“ 1867 von Schwedt an der Oder nach Hannover verlegt und in zwei Teilen – als Lehrgangsbetrieb und „Militär-Reit-Institut“ – zunächst im Marstall am Hohen Ufer untergebracht sowie in der Artilleriekaserne am Steintor.
Für die Zusammenführung der beiden Teile des „Militär-Reit-Instituts“ entwarfen der Intendanturbaurat Eduard Schuster und der Architekt und Bauunternehmer Ferdinand Wallbrecht 1875/76 neue Gebäude, die Wallbrecht dann außerhalb des Stadtgebietes errichtete, an der damals noch nahezu unbebauten Stader Chaussee, (rund um den heutigen Vahrenwalder Park zwischen Vahrenwalder Straße, Husaren-, Dragoner- und Isernhagener Straße).
Schließlich „tauschte“ Wallbrecht die von ihm bei Vahrenwald errichteten Gebäude des späteren Militärreitinstituts, erhielt im Gegenzug die alten Gebäude von den Hofmarställen am Hohen Ufer bis zur Artilleriekaserne am Steintor und baute diese anschließend in Säle und Geschäftshäuser um.

## Baubeschreibung
Die Artilleriekaserne am Steintor war insgesamt ein gequaderter Putzbau im Rundbogenstil der Ernst-August-Epoche. Die Front des Gebäudes war der Nikolaistraße (heute: Goseriede) zugewandt und umfasste hufeisenförmig einen Hof. Der eingeschossige Mittelflügel zeichnete sich durch einen Risalit aus mit einem hohen, rundbogigen Portal und einem von dem Bildhauer Ernst von Bandel geschaffenen Wappen mit artilleristischen Emblemen. Die Seitenflügel waren in einem erhöhten Erdgeschoss und einem Obergeschoss ausgebaut und endeten jeweils mit einem quadratischen, dreigeschossigen Pavillon mit flachem Pyramidendach.

## Erhaltene Kulturgüter
- um 1840 ist eine Lithografie von Georg Osterwald datiert, gesehen etwa vom Standpunkt des (später erbauten) Anzeiger-Hochhauses mit Blick in Richtung des Gasthauses Rauhe Mütze und bis zum Turm der Kreuzkirche[11]
- Nach Arnold Nöldeke (siehe Literatur) veröffentlichte Paul Siedentopf im Adressbuch der Stadt Hannover von 1929 eine Fotografie der 1876 abgebrochenen Kaserne; das Foto fand sich im Stadtarchiv Hannover. Ebenda fand sich in „Mappe V“ als „Blatt 34“ ein Foto des Portals mit Frontispiz-Ansatz und Wappen von Ernst von Bandel.[8]